# Малаївська сільська рада
Малаї́вська сільська́ ра́да — колишня адміністративно-територіальна одиниця та орган місцевого самоврядування у Окнянському районі Одеської області. Адміністративний центр — село Малаївці.

## Загальні відомості
- Територія ради: 58,17 км²
- Населення ради: 1 032 особи (станом на 2001 рік)

## Населені пункти
Сільській раді підпорядковані населені пункти:
- с. Малаївці
- с. Унтилівка
- с-ще Новий Орач

## Населення
Згідно з переписом УРСР 1989 року чисельність наявного населення сільської ради становила 1201 особа, з яких 525 чоловіків та 676 жінок.
За переписом населення України 2001 року в сільській раді мешкало 1029 осіб.

### Мова
Розподіл населення за рідною мовою за даними перепису 2001 року:
| Мова       | Відсоток |
| ---------- | -------- |
| українська | 90,89 %  |
| молдовська | 7,36 %   |
| російська  | 1,55 %   |
| білоруська | 0,19 %   |

## Склад ради
Рада складалася з 12 депутатів та голови.
- Голова ради: Бучацька Любов Григорівна

### Керівний склад попередніх скликань
| Прізвище, ім'я, по батькові | Основні відомості                                                                       | Дата обрання | Дата звільнення |
| --------------------------- | --------------------------------------------------------------------------------------- | ------------ | --------------- |
| Бучацька Любов Григорівна   | Сільський голова, 1948 року народження, освіта середня спеціальна, член Партії регіонів | 26.03.2006   | 31.10.2010      |
| Бучацька Любов Григорівна   | Сільський голова, 1948 року народження, освіта середня спеціальна, член Партії регіонів | 15.12.2013   | 25.10.2015      |

Примітка: таблиця складена за даними сайту Верховної Ради України

### Депутати
За результатами місцевих виборів 2010 року депутатами ради стали:

#### За суб'єктами висування
| Суб'єкт висування           | Кількість обраних депутатів | %    |
| --------------------------- | --------------------------- | ---- |
| Партія регіонів             | 11                          | 91,7 |
| Комуністична партія України | 1                           | 8,3  |

#### За округами
| № округу                    | Прізвище, ім'я, по батькові   | Дата визнання обраним | Освіта             | Партійна приналежність            | Відомості про обраного депутата                                                   |
| --------------------------- | ----------------------------- | --------------------- | ------------------ | --------------------------------- | --------------------------------------------------------------------------------- |
| Комуністична партія України |                               |                       |                    |                                   |                                                                                   |
| 2                           | Сербін Марія Вікентівна       | 01.11.2010            | вища               | член Комуністичної партії України | тимчасово не працює                                                               |
| Партія регіонів             |                               |                       |                    |                                   |                                                                                   |
| 1                           | Коліна Віра Михайлівна        | 01.11.2010            | вища               | член Партії регіонів              | дитячий садок, завідувачка                                                        |
| 3                           | Швець Катерина Миколаївна     | 01.11.2010            | середня спеціальна | член Партії регіонів              | бібліотека, бібліотекар                                                           |
| 4                           | Мельник Ірина Борисівна       | 01.11.2010            | середня            | член Партії регіонів              | аграрний ліцей, вчитель                                                           |
| 5                           | Бурдейна Галина Михайлівна    | 01.11.2010            | середня спеціальна | член Партії регіонів              | Малаївський фельдшерсько-акушерський пункт, патронажна сестра                     |
| 6                           | Мельник Юрій Вікторович       | 01.11.2010            | середня спеціальна | член Партії регіонів              | сільськогосподарський виробничий кооператив «Правда», інженер                     |
| 7                           | Кирлан Оксана Миколаївна      | 01.11.2010            | вища               | член Партії регіонів              | аграрний ліцей, вчитель                                                           |
| 8                           | Плотник Раїса Борисівна       | 01.11.2010            | середня спеціальна | член Партії регіонів              | Малаївська сільська рада, спеціаліст з ведення бухгалтерського обліку             |
| 9                           | Плолтник Леонід Михайлович    | 01.11.2010            | середня            | член Партії регіонів              | сільськогосподарський виробничий кооператив «Правда», бригадир тракторної бригади |
| 10                          | Плолтник Валентина Опанасівна | 01.11.2010            | вища               | член Партії регіонів              | аграрний ліцей, вчитель                                                           |
| 11                          | Марущак Марія Петрівна        | 01.11.2010            | вища               | член Партії регіонів              | Малаївська сільська рада, секретар                                                |
| 12                          | Наумчик Іван Валентинович     | 01.11.2010            | середня спеціальна | член Партії регіонів              | Свято-Миколаївська церква, настоятель                                             |